# Andrzej Suchocki
Andrzej Suchocki (ur. 1953 w Warszawie) – polski fizyk, profesor nauk fizycznych, harcmistrz.
W 1978 roku ukończył studia na Wydziale Fizyki Uniwersytetu Warszawskiego. Doktorat obronił w 1984 roku  w Instytucie Fizyki PAN pracą "The Energy Structure and Recombination Processes of Mn Dopants in CdF2 Crystals". Habilitował się w 2001 roku pracą "Migracja energii wzbudzenia i deekscytacji niepromienista domieszek chromu i manganu w wibronicznych materiałach laserowych". W 2009 roku został mianowany profesorem nauk fizycznych. Był profesorem Uniwersytetu Kazimierza Wielkiego w Bydgoszczy.
Był harcerzem i instruktorem 208 Warszawskiego Szczepu Drużyn Harcerskich i Zuchowych ZHP. Był założycielem i przewodniczącym Warszawskiego Kręgu Instruktorów Harcerskich im. Andrzeja Małkowskiego. Był członkiem Komitetu Założycielskiego Związku Harcerstwa Rzeczypospolitej i członkiem Rady Naczelnej ZHR w latach 1989-1990. Jest fundatorem Fundacji Harcerstwa Drugiego Stulecia.